# Blériot XI-b
Die Blériot XI-b mit dem Luftfahrzeugkennzeichen 22 war das erste Luftfahrzeug im Bestand der Schweizer Luftwaffe.

## Geschichte
Im Jahr 1908 entwarf Louis Blériot den Eindecker Blériot XI. Ende 1913 hatte Blériot bereits 800 Maschinen ausgeliefert. Hinzu kamen zahlreiche Lizenzbauten in Italien und Großbritannien (Humber-Company). Schließlich erwarb die Schweizer Armee das Luftfahrzeug im August 1914 von einer Person namens Lt. Lugrin. Lugrin besaß das Pilotenbrevet.
Anfänglich wurde der militärische Apparat für Grenzüberwachungsflüge und später zum Training der Piloten verwendet. Die Maschine wurde 1917 wegen Materialermüdungserscheinungen außer Dienst gesetzt. Die Reste des Flugzeugs, bestehend aus dem luftgekühlten 9-Zylinder-Rotationsmotor, 4-Takt, Vergaser und Einfachstern, befinden sich im Flieger-Flab-Museum in Dübendorf.

## Technische Daten

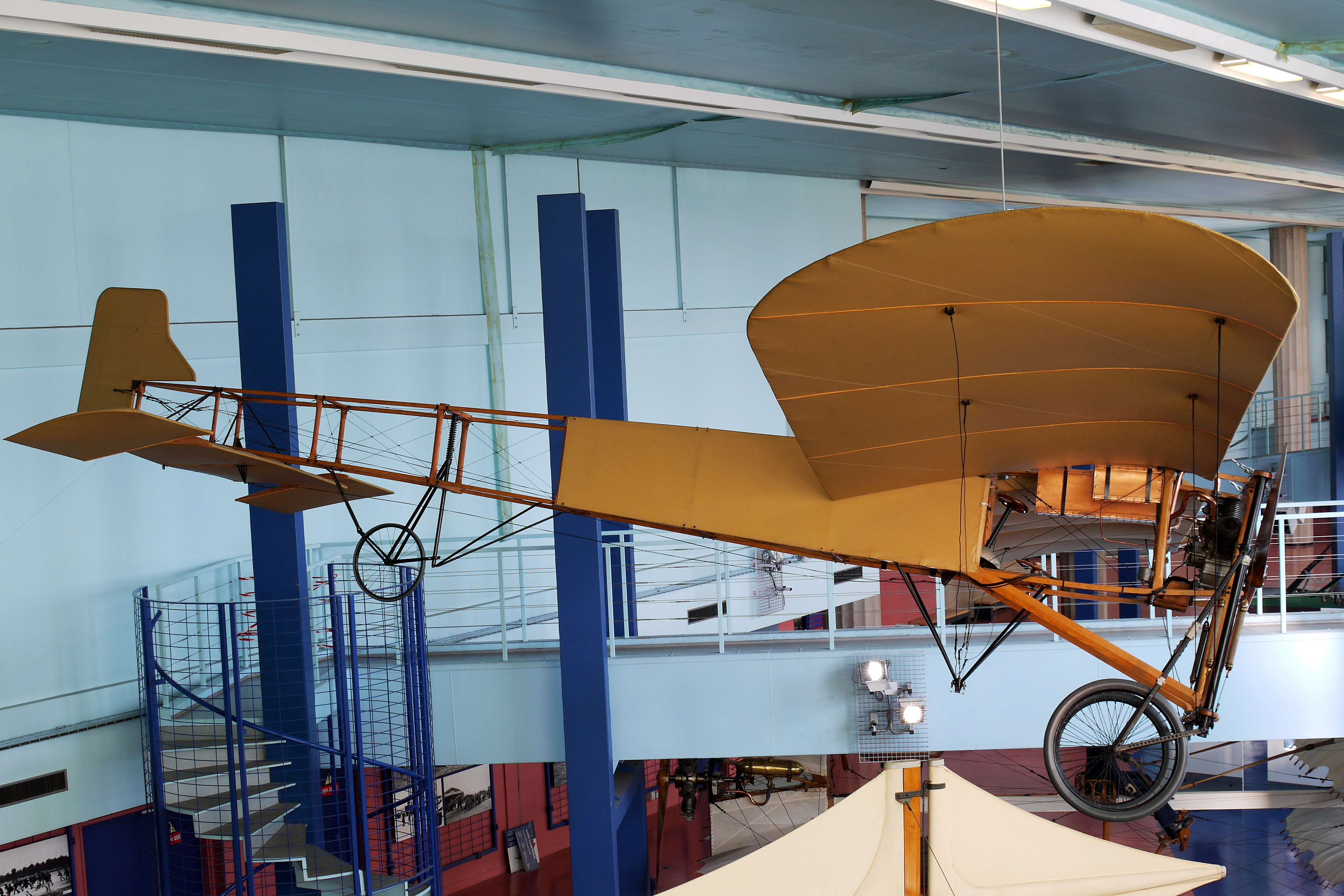
Blériot XI im Musée de l’Air et de l’Espace, Paris Le Bourget 2009

| Kenngröße             | Daten                                       |
| --------------------- | ------------------------------------------- |
| Spannweite            | 11,00 m                                     |
| Länge                 | 8,40 m                                      |
| Höhe                  | 2,87 m                                      |
| max. Startmasse       | 370 kg                                      |
| Höchstgeschwindigkeit | 125 km/h                                    |
| Dienstgipfelhöhe      | 4.000 m                                     |
| Reichweite            | 300 km                                      |
| Bewaffnung            | 1 Karabiner 11, seitlich am Rumpf befestigt |
| Triebwerk             | Gnome T 9                                   |